# География Папуа — Новой Гвинеи

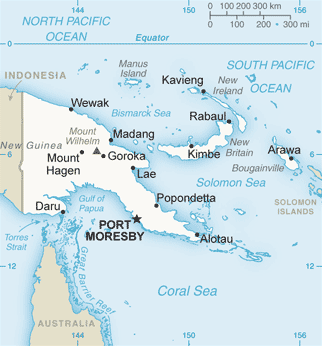
Карта государства Папуа — Новая Гвинея

Папуа — Новая Гвинея расположена в юго-западной части Тихого океана.
Делит остров Новая Гвинея с Индонезией. Занимает также архипелаг Бисмарка, северную часть Соломоновых островов (острова Д’Антркасто), архипелаг Луизиада, острова Тробриан.
Площадь — 462 840 км², причём 365 000 км² приходится на основную территории на острове Новая Гвинея. Земля занимает 452 860 км², вода — 9 980 км². Длина побережья: 5 152 км. Высочайший пик — гора Вильгельм (англ. Mount Wilhelm, 4509 м). Общая протяженность сухопутной границы составляет 820 км, граничит только с Индонезией на западе страны.
На юге омывается Коралловым и Арафурским морями, на северо-востоке — Новогвинейским морем, на востоке — Соломоновым морем, а на севере омывается водами моря Бисмарка.
Остров Новая Гвинея и большинство других островов страны имеют горный рельеф. Высота значительной части территории более 1000 м над уровнем океана, а некоторые вершины Новой Гвинеи достигают 4500 м, то есть пояса вечных снегов. Большая часть горных хребтов страны представляют собой цепи вулканов. В Папуа — Новой Гвинее 18 действующих вулканов. Большая часть из них находится на севере страны. Северо-восточная часть страны находится в зоне сейсмической активности. Особенности рельефа Папуа — Новой Гвинеи затрудняют строительство дорог. До сих пор нет дорог между некоторыми крупными городами страны.
В центральной части острова Новая Гвинея высокие горные хребты смыкаются друг с другом, образуя Центральное нагорье — обширный район высоких плато, пиков, глубоких ущелий и быстрых рек. Нагорье постепенно понижается к югу, к обширной плоской, местами сильно заболоченной низменности.
Две главные реки — Флай на юге и Сепик на севере, судоходны для судов мелкой грузоподъемности.
Вдоль юго-западного побережья Папуа — Новой Гвинеи находятся одни из самых больших болот в мире.
В состав Папуа — Новой Гвинеи входит 20 провинций: Бугенвиль, Бухта Милна, Восточная Новая Британия, Восточное нагорье, Восточный Сепик, Залив, Западная Новая Британия, Западная провинция, Западное нагорье, Маданг, Манус, Моробе, Национальная Столица, Новая Ирландия, Сандон, Северная провинция, Центральная провинция, Чимбу, Энга, Южное нагорье.